# ورداوية
الورداوية (الاسم العلمي: Roseae) هي قبيلة من النباتات تتبع فصيلة الوردية من الرتبة الورديات.